# 圣巴德利爵主教座堂 (斯基贝林)
圣巴德利爵主教座堂（St. Patrick's Cathedral）或斯基贝林主教座堂（Skibbereen Cathedral）位于爱尔兰共和国科克郡斯基贝林 ，是天主教科克暨罗斯教区的一座堂区教堂，原为罗斯教区的主教座堂，1958年教区合并后失去主教座堂地位。

## 建筑
这座教堂是由多内莱尔的建筑师迈克尔·奥古斯丁·奥里奥丹设计，采用新古典主义建筑风格。立面的龕楣顶部是钟楼。内部也是新古典主义风格。爱尔兰画家塞缪尔·福德的祭坛画，现在保存在卡斯特哈文的圣巴拉哈堂。
现在的建筑于1825年奠基，作为罗斯教区的一座堂区教堂， 建筑于1826年完工。威廉·菲兹杰拉德主教在1880年代初进行了重大改建。1950年和2005年又进行了翻修。